# Poï
Pour les articles homonymes, voir Poi et Bola.
Cet article possède des paronymes, voir Poa, Pois (homonymie), Poix et Poids.

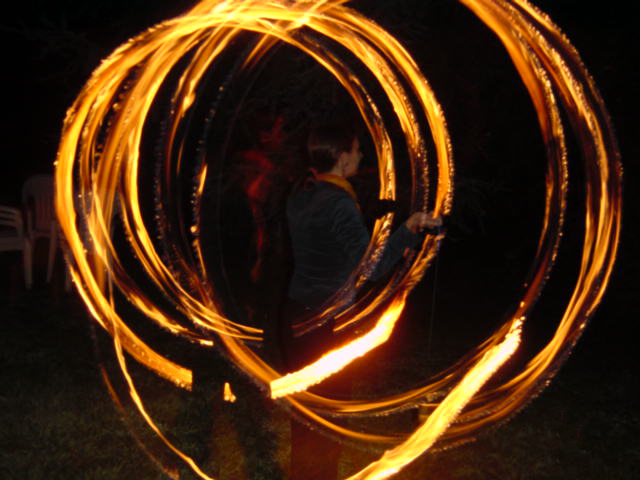
Femme manipulant des bolas enflammées.

Le mot poï (ou bola) désigne un type de jonglerie et vient de poï-toa, une petite masse au bout d'une ficelle utilisée chez les Maoris de Nouvelle-Zélande.
Les poïs sont utilisés aujourd’hui en jonglerie et arts du feu. Ils sont appelés aussi bolas en France. Les mouvements pratiqués sont aujourd'hui bien éloignés de ceux effectués traditionnellement par les Maoris, les chaînes longues et lourdes ne donnant pas les mêmes mouvements que les poïs ou bolas.

## Origine du mot

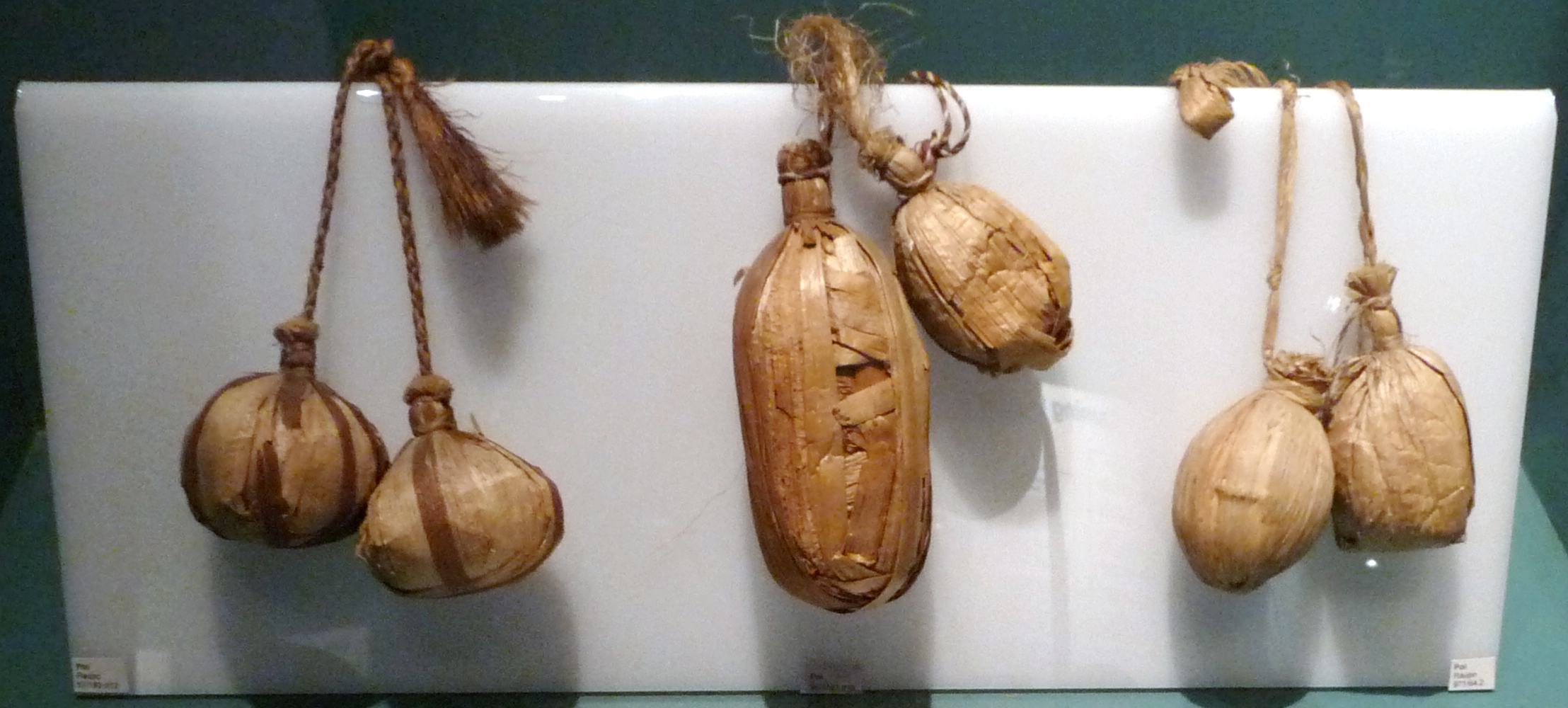
Poïs maoris du début du XXe siècle.

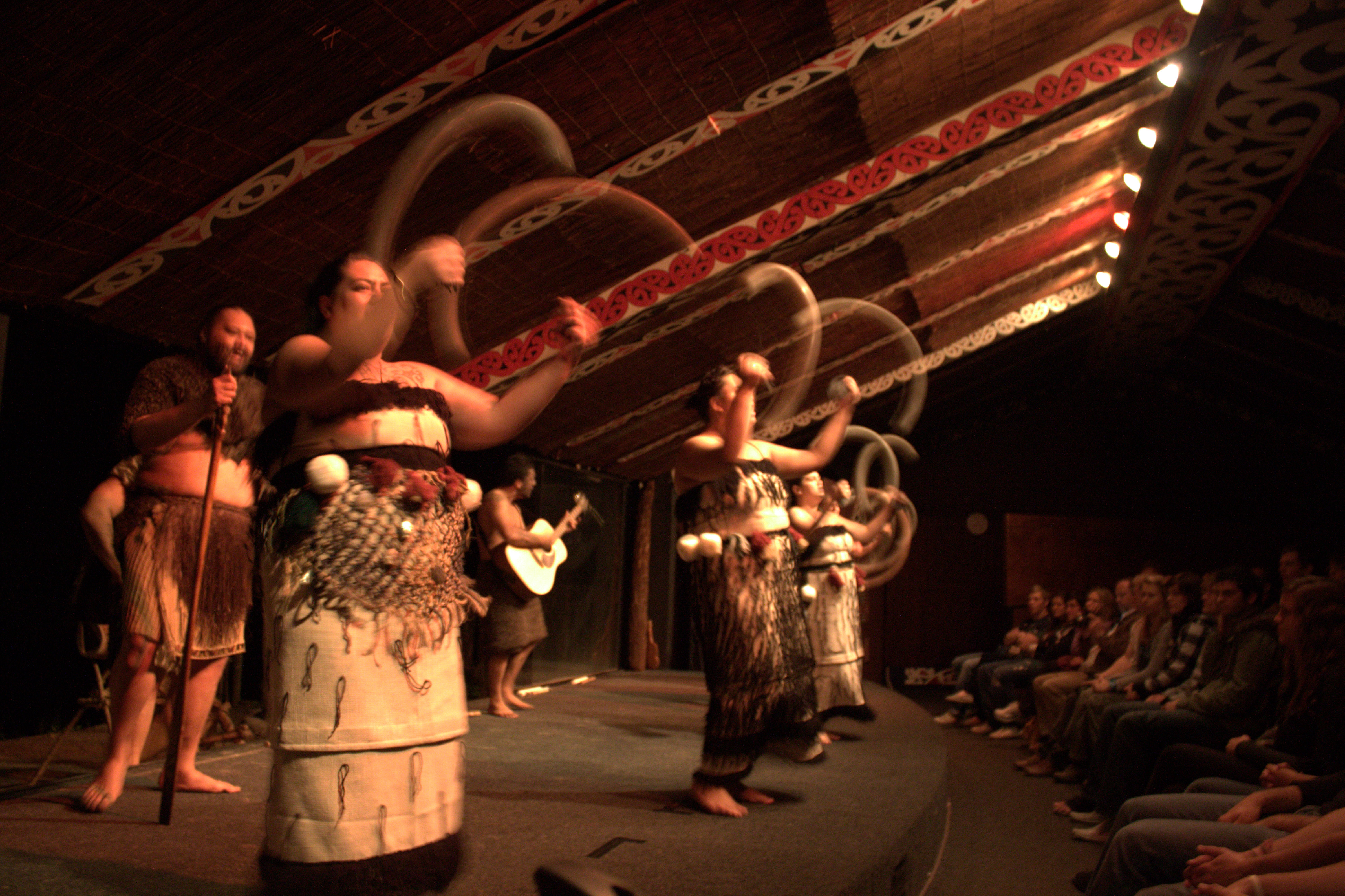
Démonstration de poï maori.

Le mot poï (poïs au pluriel) est d'origine maori (Nouvelle-Zélande), et se prononce « poï ». Il faut éviter la transcription « poi » qui transcrit mal en français le mot maori et, pire, donne « pois » au pluriel. Par défaut, il est masculin. Le nom d'origine serait « poï-toa ». C'est un ustensile constitué d'un sac de tissu, rempli de sable ou de graines, attaché au bout d'une ficelle. Leur utilisation principale était l'entraînement des jeunes guerriers, leur permettant d'acquérir une certaine dextérité, une souplesse des poignets et de la force dans les bras. Ils étaient également utilisés par les femmes pour la danse.
Pour désigner un poï, on utilise aussi le mot « carioca » en espagnol.
Comme elles sont utilisées par deux en général, on parle de « bolas », ce qui rappelle les bolas (en prononçant le « s »), outil utilisé en Argentine pour capturer le bétail et appelé plus précisément la boleadora. Celle-ci n’a qu’un but pratique, utilitaire, et aucun intérêt technique ou artistique : juste trois boules de bois, reliées chacune à une corde d’une trentaine de centimètres, elles-mêmes réunies à l'autre extrémité, directement ou à petit anneau. Lancées en rotation, elles s'enroulent autour des pattes des bovins et les entravent.
Aujourd'hui, les poï sont utilisées pour du loisir ou spectacles professionnels, en feu ou de jour avec les poïs « contact » (balles plastiques de 80 à 100mm attachée à une corde, avec une poignée). La pratique se démocratise et intègre de nombreux éléments du jonglage, et des mouvements de plus en plus recherchés. Les bénéfices de la pratique sont nombreux, d'un point de vue physique et cognitif.

## Poïsclassiques

### Matériel

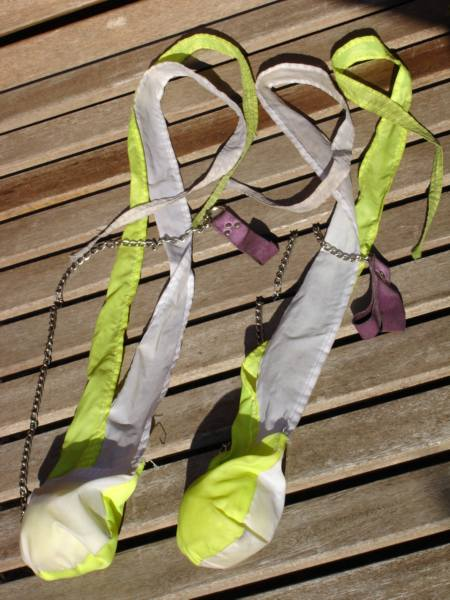
Paire de poïs en tissu avec leurs rubans.

C'est une petite masse reliée à une corde ou une chaîne que l'on fait tournoyer autour de soi en effectuant certaines figures.
La pratique des poïs est souvent associée à l'utilisation du feu, mais sans obligation. Comme le reste des instruments de jonglerie (massues, diabolos, bâton du diable, etc.), le matériel sans feu reste plus exploitable techniquement et permet donc de travailler une palette de figures plus large.
Pour se fabriquer ses propres poïs, la technique la plus utilisée et qui reste très sûre est l’utilisation de demi-bas, chaussette, ou tissu non flexible, dans lesquels on place un poids - balle de tennis, de jonglerie, sable, riz... Le poids recommandé se situe entre 100 et 160gr par poï.
La longueur idéale d’un poï correspond à la longueur comprise entre le creux de la main et l’aisselle, bras tendu.
Les poïs se présentent sous deux formes: les poïs en tissus (type marque Kiwido) avec une ficelle, une boule en mousse et des rubans en tissus de cerf-volant, ou les poïs contact, plus durable et ouvrant plus de possibilités comme les lancers et le jonglage (type marque Net Juggler, Juggling Calling, Things On Strings, Play Juggling, etc..).

### Prise en main
La prise la plus simple, aisée et sûre, est la prise en « pince ». Elle consiste à prendre les poïs entre le pouce et l’index. Cette prise aide à pratiquer le swing, la pratique similaire remplaçant les poïs par des massues.[pas clair] La poignée adaptée à cette prise s’appelle la « prise-boule » : une petite boule placée dans le creux de la main et retenue par le pouce et l'index refermés en pince mais il existe d’autres systèmes.

## Poïslumineux

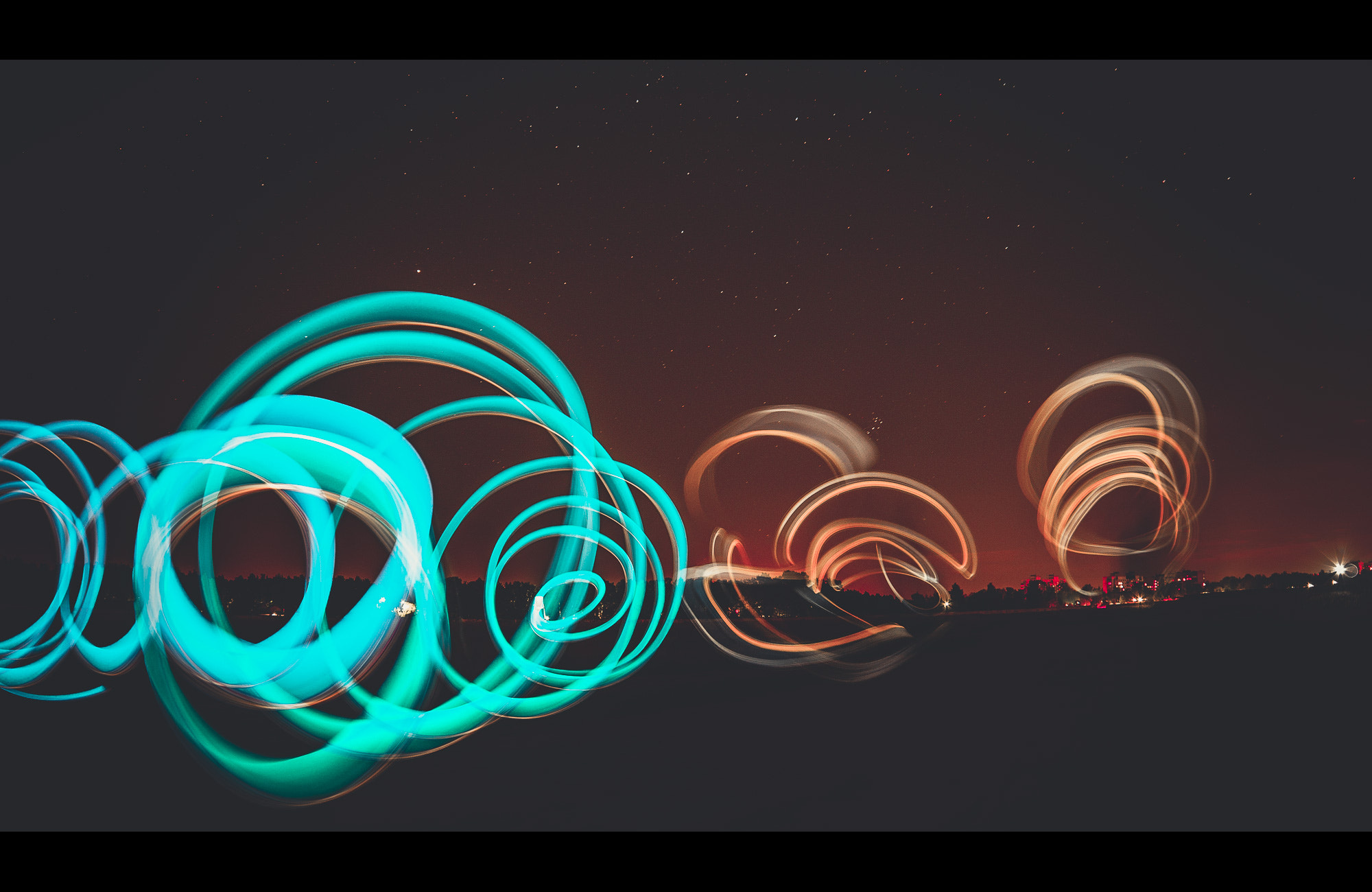
Spectacle de poï lumineux.

Les poïs lumineux se présentent sous diverses formes (chaîne, boules lumineuses, objet lumineux ou tubes colorés faisant office de chaîne) et proposent une grande variété de couleurs. La couleur est parfois modifiable manuellement via un bouton, ou automatiquement avec des séquences programmables.
Un choc bref mais puissant pouvant casser ces poïs, il est déconseillé d'en acquérir au niveau débutant. Par ailleurs, Ils ont un poids à mi-chemin entre les poïs d'entrainement mous et les poïs de feu. Les poïs lumineux et les tubes se rechargent sur une base avec adaptateur électrique, à l’aide de piles (généralement trois piles AAA) ou encore avec un système à dynamo intégré dans les poïs — ce dernier système demeure plus coûteux. Il existe également des poïs à LED de meilleure qualité, durables, rechargeables et parfois programmable (type marque Flow Toys). Certains, utilisés par des professionnels, peuvent même faire apparaitre des images et formes prédéfinies grâce à la persistance rétinienne (type marque Light Toys, Ignis, etc.).
Ayant un rendu visuel plus divers que les poïs de feu grâce à leurs alternances de couleurs, ils sont plus sûrs aussi et perdent, par certains aspects, un peu de leur caractère spectaculaire. Les séquences stroboscopiques n'ont d'intérêt que pour les spectacles à grande vitesse, contrairement au changement progressif de couleurs qui s'adapte à toute condition. On privilégie ce type de poïs en intérieur ou dans un lieu peu sûr, où le feu ne peut être pratiqué. Toutefois, ces poïs demeurent une réelle alternative au feu, même en plein air.
En marge de cet agrès, on trouve les poïs phosphorescents. Une manière moins onéreuse d’obtenir un matériel de ce style est d’adapter des cyalumes, des appâts lumineux pour la pêche et autres « light sticks », à son matériel d’entraînement traditionnel.

## Poïsde feu

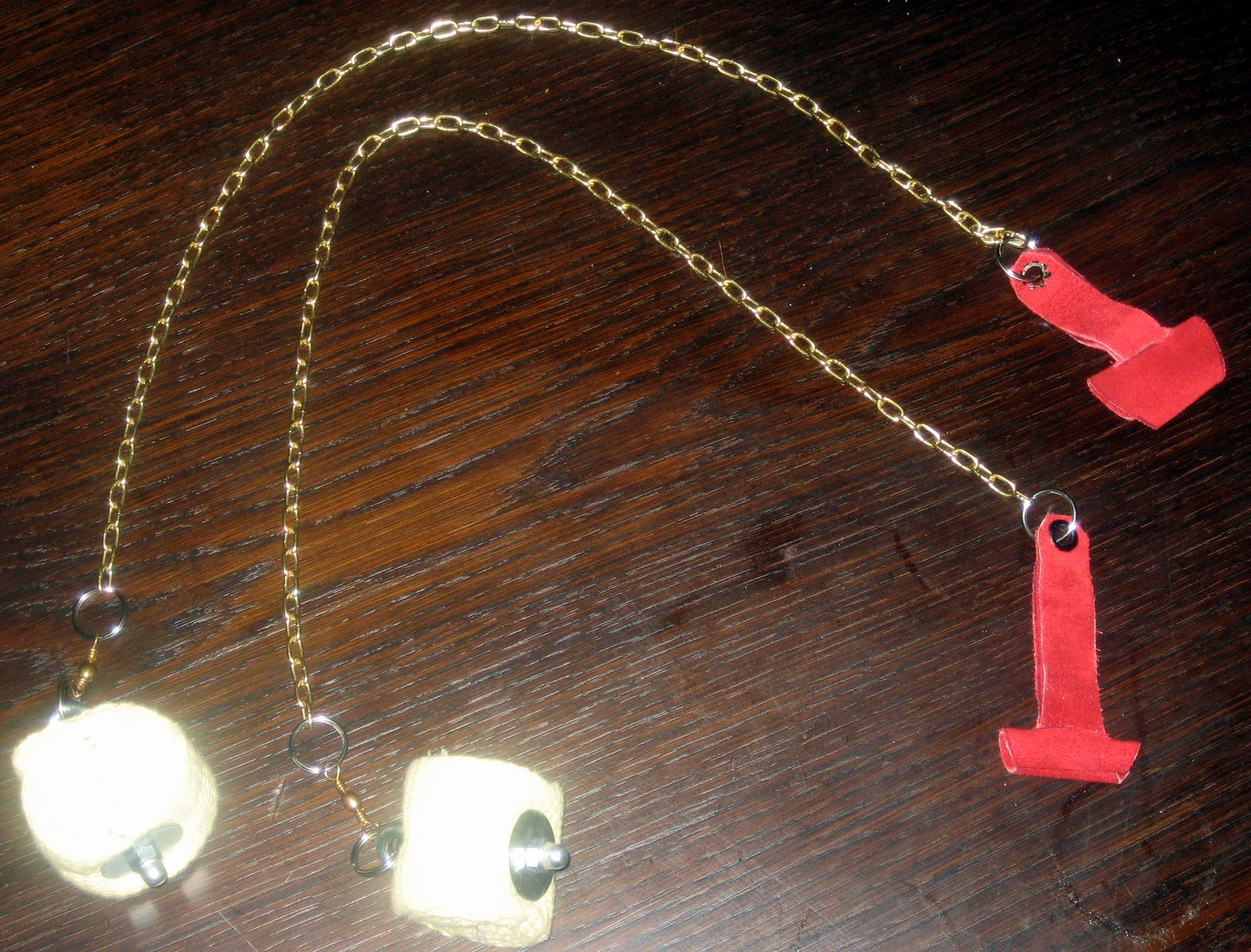
Paire de poïs de feu.

Ce type de poïs, connue aussi sous le nom de bolas enflammées, est constitué d’une chaîne, d’une poignée et d’une mèche. Plus récemment[Quand ?], les chaînes en métal qui constituent un danger évident pour la pratique en cas d'erreur, ont été remplacées par de la Technora,, une fibre similaire au Kevlar qui résiste à la chaleur.
La mèche est imbibée d’un produit inflammable. Les seuls produits conseillés sont l’eau de feu (alcool dénaturé), le pétrole désaromatisé (plus connu sous le nom de Kerdane) et la paraffine. Il est possible d’obtenir des flammes de couleurs différentes. Selon les couleurs, les vapeurs peuvent cependant être nocives, notamment à cause des rejets de métaux utilisés — même principe que les feux d'artifice.
Pour les mèches, seul le 100% pur kevlar est recommandé, ce matériau est le plus sûr et permet d’obtenir une flamme de bonne qualité durant 5 à 10 minutes en fonction de la taille de la mèche. Le montage le plus simple et sûr est le montage « monkey fist ».
Pour les cordes de feu, deux cordes de kevlar remplacent la chaîne et le poids. Les poïs sont alors entièrement enflammés. Il faut garder une distance de sécurité en chaîne entre la prise et le début de la corde pour éviter les brûlures.